# Vuodi-Pertushvärri
Vuodi-Pertushvärri är en kulle i Finland.   Den ligger i den ekonomiska regionen Norra Lappland och landskapet Lappland, i den norra delen av landet, 1 000 km norr om huvudstaden Helsingfors. Toppen på Vuodi-Pertushvärri är 411 meter över havet, eller 116 meter över den omgivande terrängen. Bredden vid basen är 3,1 km.
Terrängen runt Vuodi-Pertushvärri är huvudsakligen lite kuperad.  Trakten runt Vuodi-Pertushvärri är nära nog obefolkad, med mindre än två invånare per kvadratkilometer. Det finns inga samhällen i närheten. 